# بيل بورتر (مهندس)
بيل بورتر (بالإنجليزية: Bill Porter) هو مهندس ومهندس الصوت أمريكي، ولد في 15 يونيو 1931 في سانت لويس في الولايات المتحدة، وتوفي في 7 يوليو 2010 في أوغدن في الولايات المتحدة.

## وصلات خارجية
- بيل بورتر على موقع ميوزك برينز (الإنجليزية)
- بيل بورتر على موقع ديسكوغز (الإنجليزية)